# Rosières (Oise)
Rosières ist eine französische Gemeinde mit 143 Einwohnern (Stand: 1. Januar 2022) im Département Oise in der Region Hauts-de-France (vor 2016: Picardie); sie gehört zum Arrondissement Senlis und zum Kanton Nanteuil-le-Haudouin. 

## Geographie
Rosières liegt etwa 16 Kilometer ostsüdöstlich von Senlis. Umgeben wird Rosières von den Nachbargemeinden Fresnoy-le-Luat im Norden, Auger-Saint-Vincent im Osten und Nordosten, Versigny im Süden sowie Baron im Westen.

## Bevölkerungsentwicklung
| Jahr                      | 1962 | 1968 | 1975 | 1982 | 1990 | 1999 | 2006 | 2013 |
| Einwohner                 | 132  | 107  | 107  | 118  | 112  | 130  | 127  | 141  |
| Quelle: Cassini und INSEE |      |      |      |      |      |      |      |      |

## Sehenswürdigkeiten

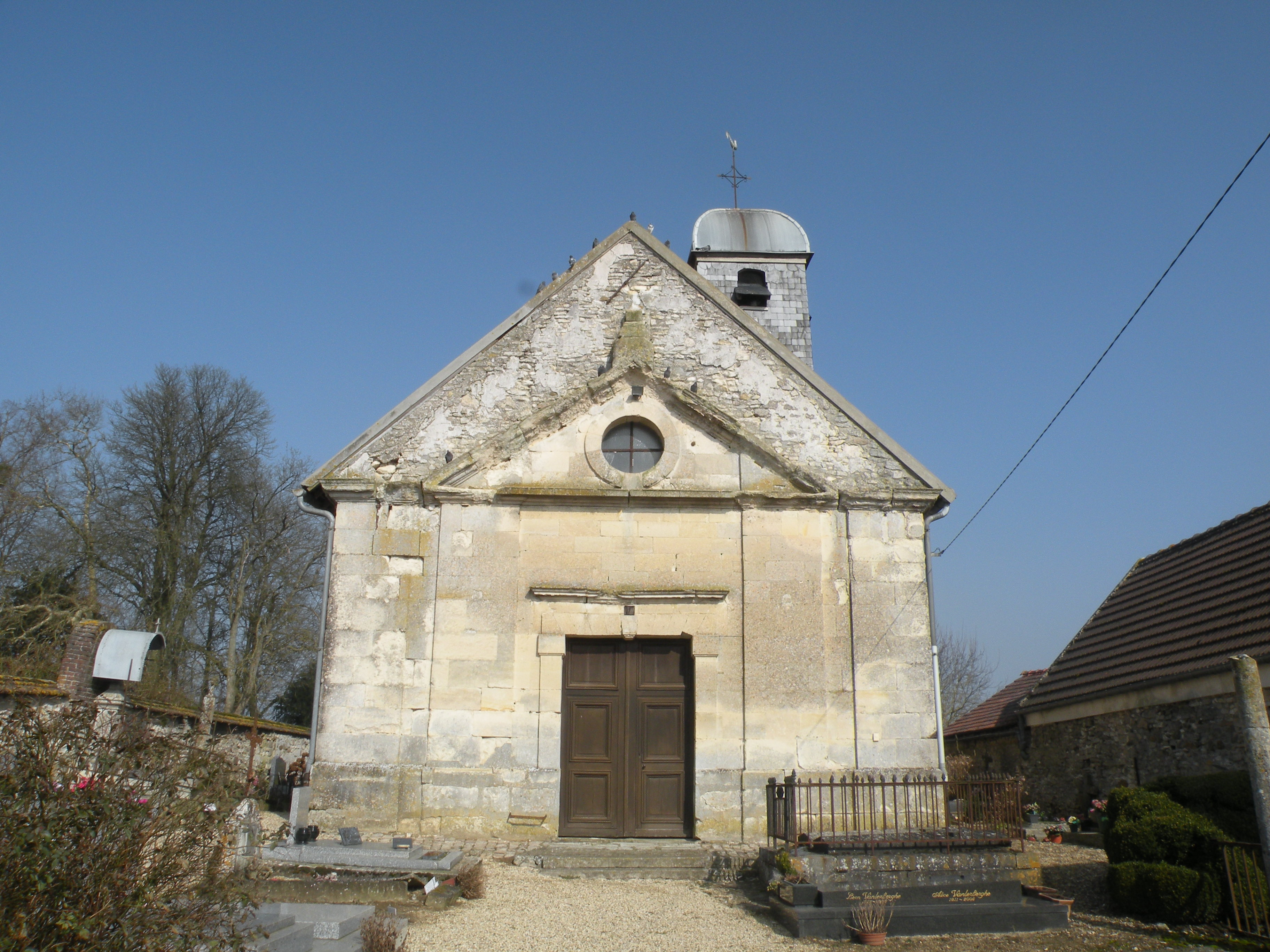
Kirche Notre-Dame-de-l'Assomption

- Kirche Notre-Dame-de-l'Assomption